# Szymon Gregorowicz
Szymon Gregorowicz (ur. 7 marca 1994 w Świebodzinie) – polski siatkarz, grający na pozycji libero.

## Sukcesy klubowe

### juniorskie
Mistrzostwa Polski młodzików:
- 2009

### seniorskie
Puchar Polski:
- 2024[8]

PlusLiga:
- 2024[9], 2025[10]

Superpuchar Polski:
- 2024[11]

Liga Mistrzów:
- 2025[12]